# 伊号第十一潜水艦
伊号第十一潜水艦（いごうだいじゅういちせんすいかん）は、日本海軍の潜水艦。伊九型潜水艦（巡潜甲型）の3番艦。1944年（昭和19年）フナフチ南方方面で沈没認定。

## 艦歴
1939年（昭和14年）の第四次海軍補充計画（④計画）により川崎造船所で1939年（昭和14年）4月10日起工、1941年（昭和16年）2月5日進水、1942年（昭和17年）5月16日に竣工した。竣工と同時に呉鎮守府籍となり、第六艦隊第3潜水戦隊旗艦となる。
習熟訓練を行った後、6月7日に呉を出港後、16日にクェゼリンに到着し、訓練を行う。この訓練中、カタパルトが誤動作を起こし乗員1名が負傷した。7月8日、読売新聞の報道特派員が乗艦。翌9日には第3潜水戦隊司令河野千万城少将と幕僚6名が乗艦し、クェゼリンを出港。オーストラリア東方沖に進出する。20日2301、南緯35度00分 東経151度00分 / 南緯35.000度 東経151.000度のジャービス湾沖15浬地点付近で浮上航走中、陸軍車両87台を輸送中のギリシャ貨物船ジョージ・S・リヴァノス（George S. Livanos、5,882トン）を発見し、雷撃。魚雷1本が命中した同船は7分で沈没した。21日0204、南緯35度23分 東経151度00分 / 南緯35.383度 東経151.000度のジャービス湾沖10浬地点付近で浮上航走中、米貨物船コースト・ファーマー（Coast Farmer、3,290トン）を発見し、魚雷2本を発射。中央部に2本とも命中した同船は20分で沈没した。伊11は救命ボートを簡単に調査したあと生存者を捜索。その後海岸沿いに南西に向かった。22日0545、南緯36度47分 東経150度16分 / 南緯36.783度 東経150.267度のトゥーフォールド湾東方25浬地点付近で浮上航走中、ジープ82台、ピックアップトラック72台、牽引車60台、ハーフトラック、救急車を輸送中の米リバティ船ウィリアム・ドーズ（William Dawes、7,176トン）を発見し魚雷3本を発射。うち2本が命中した同船は炎上しながら1620に沈没した。その後、豪空軍のブリストル ボーフォートに発見され攻撃を受けるも、損害はなかった。24日1200、軽巡洋艦2、駆逐艦2に護衛された輸送船8隻からなる輸送船団を発見するも、距離が遠かったため攻撃を断念。27日0406、ハウ岬沖30浬地点付近で浮上航走中、豪貨物船クノラ（Coolana、2,197トン）を発見。魚雷1本を発射するも外れたため、時化る海上で砲撃準備を行う。その後、クノラが救難信号を発信したため潜航し、魚雷を発射するも命中しなかった。29日0500、ディザスター湾南方7km地点で浮上航走中、豪空軍のブリストル ボーフォートの攻撃を受け、250ポンド爆弾6発を投下されるも、相手が爆弾倉扉の開放に手間取ったため急速潜航して回避に成功。その後浮上したところ、後部甲板に多数の爆弾の断片が突き刺さっているのが発見された。30日2330、タスマン海を浮上航走中、前方に小型船数隻で護衛された輸送船団を発見し、追尾する。31日0250、エヴェラード岬南西15浬沖で、輸送船団を護衛する護衛船1隻へ向けて魚雷2本を発射し、1回の爆発音を聴取。敵に見つかることのないまま、伊11は離脱した。8月1日、バス海峡に到達した伊11は哨戒区域を離れる。11日、トラックに到着し、便乗者を降ろした。
20日、伊11はトラックを出港し、ソロモン諸島周辺海域に進出。31日0405、ツラギ島南東146浬地点付近で、駆逐艦1隻の護衛がついた1万トン級輸送船を発見し、魚雷2本を発射するも命中しなかった。9月6日1149、南緯13度20分 東経162度40分 / 南緯13.333度 東経162.667度のエスピリトゥサント島北西沖で、潜航中に米機動部隊を探知。伊11は輪形陣の内部に侵入後に潜望鏡深度に浮上し、700m先に航行中のヨークタウン級空母を発見する。1249、伊11は艦首から魚雷4本を発射して深度61mまで潜航し、無音航行を行った。3分後、2回の爆発音を聴取した。この艦隊はソロモン諸島に向かっていた空母ホーネット(USS Hornet, CV-8)、戦艦ノースカロライナ(USS North Carolina, BB-55)、重巡2、軽巡1、駆逐艦6からなる艦隊だった。1251、哨戒中のTBF アヴェンジャーが、駆逐艦とノースカロライナの間で浮上する潜水艦の司令塔らしきものを発見。ほぼ同時に、ホーネットは右舷船尾に接近する魚雷1本を発見した。アヴェンジャーは爆雷を投下し、魚雷2本を1本ずつ破壊した。最後の魚雷はノースカロライナの左舷366mの位置を通過してホーネットに向かったが、回避された。1452、米駆逐艦ラッセル(USS Russell, DD-414)は潜航中の伊11を探知し、爆雷6発を投下。1513、長さ、幅共に1600mの重油の帯を確認するが、640mの距離で伊11を見失った。深度30mの地点を航行中の伊11は接近する駆逐艦のスクリュー音を探知して深度60mに潜航するが、艦後部至近で爆雷が爆発し蓄電池の8割が破損し、停電。燃料と空気が若干漏れたほか聴音器が一時使用不能となり、推進軸にも損傷を受けた。伊11は艦首を上にして深度149mの地点まで沈んだ後、艦は水平となった。乗員はガスマスクを着用し、無傷の蓄電池を使って配線し直すことで、電力は部分的に復旧した。7時間後、伊11は浮上して被害を調査。艦尾の空気漏れを起こした部分を応急処置でふさいだが、潜航不能となってしまった。7日午後、南緯07度12分 東経163度14分 / 南緯7.200度 東経163.233度のサンタイサベル島北東沖合を浮上航走中に米PBY カタリナに発見され攻撃を受ける。接近するカタリナに対し伊11は主砲と機銃、3挺の三八式歩兵銃、さらには搭載していた零式小型水上機の7.7mm機銃まで使って激しく抵抗。カタリナは3つの爆弾を投下し、至近弾となったもののそれ以上の損傷は受けなかった。翌8日1400にもカタリナに発見され、複数回の機銃掃射と至近弾を受けた。11日、トラックに到着。同日、第3潜水戦隊旗艦は伊11から特設潜水母艦靖国丸（日本郵船、11,933トン）に変更となった。応急修理の後15日にトラックを出港し、23日に呉に到着した。
修理完了後の1943年（昭和18年）1月9日、伊11は呉を出港し、15日にトラックに到着。19日にはトラックを出港し、ガダルカナル島南方沖に進出。その後サンクリストバル島東方沖に進出して哨戒する。7日1000には南下する米護衛空母スワニー(USS Suwannee, CVE-27)を発見し、魚雷1本を発射。魚雷は深度調整が正しくなかったため命中しなかった。2月21日、ヌーメアの飛行場と港を航空偵察し、空母1、戦艦2、小型船若干の在泊を確認する。3月1日、チェスターフィールド諸島を航空偵察するも、揚収中にフロートを損傷させてしまう。10日、トラックに到着。
4月10日、伊11はトラックを出港し、オーストラリア東海岸沖に進出。27日、ガボ島北方70浬地点付近で、メルボルンからニューキャッスルに向かっていたOC90船団を発見するも、うまく攻撃することができなかった。5月29日、シドニー北東150浬地点付近で、米リバティ船シェルドン・ジャクソン（Sheldon Jackson、7,176トン）へ魚雷2本を発射するも、命中しなかった。6月10日、トラックに到着。
7月1日、伊11はトラックを出港し、ニューカレドニア周辺海域に進出。20日、サンクリストバル島近海で、重巡オーストラリア、軽巡ホバート、米駆逐艦ラドフォード(USS Radford, DD-446)、ニコラス(USS Nicholas, DD-449)、オバノン(USS O'Bannon, DD-450)からなる艦隊がエスピリトゥサント島に向かっていた。伊11は南緯15度07分 東経163度43分 / 南緯15.117度 東経163.717度の地点でこの艦隊を発見し、魚雷2本を重巡オーストラリアへ向け発射するも、敵速を遅く見積もっていたためオーストラリアには命中しなかった。1845、ホバートの左舷後部に魚雷1本が命中。被雷による爆発でホバートは後部甲板がめくれ上がり。スクリュー2つが脱落した他、4番砲塔が持ち上げられた。ホバートは一時航行不能となり、左舷に傾斜。大破したホバートはその後動力が復旧し、翌日にエスピリトゥサント島に到着。応急修理の後シドニーに回航され、修理に17カ月を要した。25日にはヌーメアを航空偵察し、複数の巡洋艦と輸送船の在泊を報告。8月11日、南緯22度30分 西経165度59分 / 南緯22.500度 西経165.983度のヌーメア沖で米リバティ船マシュー・リヨン（Matthew Lyon、7,176トン）を発見し、雷撃。同船の左舷3番船倉に魚雷1本が命中。撃破されて11mの穴が開いたマシュー・リヨンは後にエスピリトゥサント島に到着した。9月13日、トラックに到着。18日にはトラックを出港し、26日に呉に到着して整備を受ける。トラック停泊中の15日、第3潜水戦隊の解隊に伴い、第1潜水戦隊付属となる。
12月4日、伊11は呉を出港し、トラックに移動。21日にトラックを出港し、エリス諸島方面に向かった。31日フナフチを潜望鏡で偵察し、戦艦2、巡洋艦2、その他戦闘艦2の在泊を報告する。1944年（昭和19年）1月11日の報告を最後に消息不明。
アメリカ側にも記録はないが、1943年11月に米機雷敷設艦テラー(USS Terror, CM-5)がフナフチ周辺で機雷を敷設しており、伊11はこの機雷に触れて沈没したものと推定された。艦長の伊豆壽市中佐以下乗員114名全員行方不明(戦死認定)。
3月20日、フナフチ南方で沈没と認定され、4月30日に除籍された。
撃沈総数は3隻で、撃沈トン数は16,348トンである。撃破総数は2隻で、撃破トン数は14,281トンである。

## 歴代艦長
艤装員長
1. 七字恒雄 中佐：1942年2月20日[3] - 1942年5月16日[4]

潜水艦長
1. 七字恒雄 中佐：1942年5月16日[4] - 1943年7月7日[5]
2. 田上明次 中佐：1943年7月7日[5] - 1943年10月10日[6]
3. 伊豆壽市 中佐：1943年10月10日[6] - 1944年3月20日 戦死認定、同日付任海軍大佐[7]